# Orinoška pliskavka
Orinoška pliskavka (znanstveno ime Inia geoffrensis) je vrsta rečnega delfina, ki je razširjena v porečju Amazonke in Orinoka v Južni Ameriki.
Amazonski rečni delfin je največja vrsta rečnih delfinov z odraslimi samci, ki dosežejo 185 kilogramov teže in 2,5 metra dolžine. Odrasli dobijo rožnato barvo, ki je bolj izrazita pri samcih, zaradi česar je dobil vzdevek »rožnati rečni delfin«. Spolni dimorfizem je zelo očiten, saj so samci 16 % daljši in 55 % težji od samic. Tako kot drugi zobati kiti imajo melono, organ, ki se uporablja za biosonar. Čeprav je hrbtna plavut kratka, velja za dolgo, prsne plavuti so prav tako velike. Velikost plavuti, nezaraščena vretenca in njena relativna velikost omogočajo izboljšano manevriranje pri krmarjenju po poplavljenih gozdovih in lovljenju plena.
Imajo eno najširše prehrane med zobatimi kiti in se prehranjujejo z do 53 različnimi vrstami rib, kot so krokarji, somi, tetre in pirane. Jedo tudi druge živali, kot so rečne želve, vodne žabe in sladkovodni raki.
Leta 2018 je Svetovna zveza za varstvo narave (IUCN) to vrsto uvrstila med ogrožene z upadajočo populacijo. Grožnje vključujejo naključni ulov z ribiško vrvico, neposreden lov za uporabo kot vaba za ribe ali nadzor nad plenilci, zajezitev in onesnaževanje; kot pri mnogih vrstah, izguba habitata in nadaljnji človekov razvoj postajata vse večja grožnja.
To je edina vrsta rečnega delfina, ki se hrani v ujetništvu, predvsem v Venezueli in Evropi. Težko ga je trenirati in med posamezniki v ujetništvu je opažena visoka stopnja smrtnosti.

## Taksonomija
Vrsto Inia geoffrensis je opisal Henri Marie Ducrotay de Blainville leta 1817. Prvotno je amazonski rečni delfin pripadal naddružini Platanistoidea, ki je sestavljala vse rečne delfine, zaradi česar so bili parafiletska skupina. Danes pa je prerazvrščen v naddružino Inioidea. Ni soglasja o tem, kdaj in kako so njihove vrste prednikov prodrle v porečje Amazonije; morda so to storili v miocenu iz Tihega oceana, pred nastankom Andov ali iz Atlantskega oceana.
Trenutno potekajo razprave o razvrstitvi vrst in podvrst. IUCN in odbor za taksonomijo Društva za morske sesalce priznavata dve podvrsti: I. g. geoffrensis (amazonski rečni delfin) in I. g. boliviensis (bolivijski rečni delfin). Tretja predlagana podvrsta, I. g. humboldtiana (delfin reke Orinoco), je bil prvič opisan leta 1977. Molekularna analiza kaže, da delfini iz Orinoka izhajajo iz populacije Amazonke in niso genetsko ločeni. Tudi primerjalne morfološke raziskave kažejo, da se I. g. humboldtiana ne razlikuje od I. g. geoffrensis. Vendar je Cañizales (2020) ugotovil, da so bile I. g. lobanje humboldtiane morfološko različne in priporočljivo je, da se povzdigne v status vrste.
Leta 1994 je bila predlagana I. g. boliviensis je bila drugačna vrsta glede na morfologijo lobanje. Leta 2002 so genetiki po analizi vzorcev mitohondrijske DNK iz porečja Orinoka, reke Putumayo (pritok Amazonke) ter rek Tijamuchy in Ipurupuru predlagali, da se rod Inia razdeli na vsaj dve evolucijski liniji: ena je omejena na reko porečja Bolivije in drugo široko razširjeno v Orinoku in Amazonki. Nedavna študija z obsežnejšim vzorčenjem sistema Madeire, vključno nad in pod brzicami Teotonio (za katere so mislili, da ovirajo pretok genov), je pokazala, da Inia nad brzicami nima edinstvene mtDNK. Tako razlikovanje na ravni vrste, ki je nekoč veljalo, ni podprto s trenutnimi rezultati. Zato je bolivijski rečni delfin trenutno priznan kot podvrsta. Poleg tega študija iz leta 2014 identificira tretjo vrsto v porečju Araguaia-Tocantins, vendar te oznake ne priznava nobena mednarodna organizacija in Odbor za taksonomijo Društva za morske sesalce meni, da ta analiza ni prepričljiva.

### Podvrsta
Inia geoffrensis geoffrensis naseljuje večino reke Amazonke, vključno z rekami Tocantins, Araguaia, nizko Xingu in Tapajos, Madeira do brzic Porto Velho ter reke Purus, Yurua, Ica, Caqueta, Branco in Rio Negro skozi kanal Casiquiare do San Fernando de Atabapo v reki Orinoco, vključno z njenim pritokom: Guaviare.
Inia geoffrensis boliviensis ima populacije v zgornjem toku reke Madeire, gorvodno od brzic Teotonija v Boliviji. Omejeno je na reko Mamore in njen glavni pritok Iténez.
Inia geoffrensis humboldtiana je v porečju reke Orinoko, vključno z rekama Apure in Meta. Ta podvrsta je vsaj v sušnem obdobju omejena na slapove brzic Rio Negro v Orinoku med Puerto Samariapo  in Puerto Ayacucho ter kanal Casiquiare. Te podvrste ne priznava Odbor za taksonomijo Društva za morske sesalce ali IUCN.

## Opis
Orinoška pliskavka je največji rečni delfin na svetu, saj v dolžino doseže med 153 in 250 centimetrov in lahko tehta preko 150 kg. V dolgih, kljunu podobnih ustih imajo pripadniki te vrste med 24 do 34 zašiljenih zob. Zobje so dveh vrst, kar jim omogoča plenjenje želv, rakovic in podobnih oklepljenih živali. Imajo tudi veliko, obokano čelo in koščen greben na hrbtu namesto izražene hrbtne plavuti.
Običajno so orinoške pliskavke svetlo sive barve, obstajajo pa tudi rožnati primerki te vrste. Kot vsi delfini se tudi orinoška pliskavka hrani z ribami, vodnimi nevretenčarji ter raki, občasno pa tudi z manjšimi želvami.

## Dolgoživost
Pričakovana življenjska doba orinoške pliskavke v divjini ni znana, v ujetništvu pa je zabeležena življenjska doba zdravih posameznikov med 10 in 30 let. Vendar pa je študija iz leta 1986 o povprečni življenjski dobi te vrste v ujetništvu v ZDA le 33 mesecev. Posameznik z imenom Baby v živalskem vrtu v Duisburgu v Nemčiji je živel vsaj 46 let in v živalskem vrtu preživel 45 let in 9 mesecev.

## Biologija in ekologija
Orinoško pliskavko običajno vidimo samo ali v dvoje, vendar se lahko pojavi tudi v tropu, ki le redko vsebuje več kot osem osebkov. V Amazoniji so opazili trope, velike do 37 osebkov, povprečje pa tri. V Orinoku največje opazovane skupine štejejo 30, vendar je povprečje malo nad pet. V času plena kar 35 rožnatih delfinov sodeluje, da bi dobili svoj plen. Običajno se socialne vezi pojavijo med materjo in mladičem, vendar jih je mogoče opaziti tudi v heterogenih skupinah ali skupinah samcev. Največje skupnosti so vidne na območjih z obilico hrane in ob ustjih rek. Med deževno sezono je značilna segregacija, pri čemer samci zasedajo rečne kanale, medtem ko so samice in njihovi potomci na poplavljenih območjih. Vendar pa v sušnem obdobju takšne ločitve ni. Zaradi visoke ravni ribjega plena so večje velikosti skupin vidne na velikih odsekih, na katere neposredno vpliva bela voda (kot so glavne reke in jezera, zlasti med nizkovodno sezono), kot na manjših odsekih, na katere vpliva črna voda (kot so kanali in manjši pritoki). V svojem sladkovodnem habitatu so vrhunski plenilci in zbiranje je bolj odvisno od virov hrane in razpoložljivosti habitata kot pri oceanskih delfinih, kjer je potrebna zaščita pred večjimi plenilci.
Študije v ujetništvu so pokazale, da je orinoška pliskavka manj sramežljiva kot velika pliskavka, a tudi manj družabna. Je zelo radovedna in ima izjemno pomanjkanje strahu pred tujimi predmeti. Vendar pa v ujetništvu morda ne kažejo enakega vedenja kot v svojem naravnem okolju, kjer so poročali, da držijo vesla ribičev, se drgnejo ob čoln, trgajo podvodne rastline in se igrajo s palicami, hlodi, glino itd. želve, kače in ribe.
So počasni plavalci; običajno potujejo s hitrostjo od 1,5 do 3,2 kilometra na uro, zabeleženo pa je, da plavajo s hitrostjo do 14 do 22 kilometrov na uro. Ko se dvignejo na površje, se istočasno pokažejo konice gobca, melona in hrbtne plavuti, rep pa se le redko pokaže pred potopom. Prav tako lahko stresajo svoje plavuti in potegnejo repno plavut in glavo nad vodo, da opazujejo okolje. Občasno skočijo iz vode, včasih celo meter. Težje jih je trenirati kot večino drugih vrst delfinov.

### Dvorjenje
Opaženi so bili odrasli samci, ki so v ustih nosili predmete, kot so veje ali drugo plavajoče rastlinje ali kroglice iz strjene gline. Videti je, da samci te predmete nosijo kot družbeno-spolni prikaz, ki je del njihovega sistema parjenja. Vedenje »sproži nenavadno veliko število odraslih samcev in/ali odraslih samic v skupini ali pa jih morda privabi v skupino. Verjetna razlaga rezultatov je, da je nošenje predmetov namenjeno samicam in ga spodbujajo število samic v skupini, medtem ko je agresija usmerjena na druge odrasle samce in jo spodbuja nošenje predmetov v skupini.« Preden so ugotovili, da ima vrsta očiten spolni dimorfizem, so domnevali, da so rečni delfini monogamni. Kasneje se je izkazalo, da so bili samci večji od samic in so dokumentirani z agresivnim spolnim vedenjem v divjini in ujetništvu. Samci imajo zaradi ugrizov in odrgnin pogosto močno poškodovano hrbtno, repno in prsno plavut ter pihalnico. Običajno imajo tudi številne sekundarne brazgotine, ki razbijajo zobe. To kaže na ostro konkurenco za dostop do samic s poliginskim sistemom parjenja, čeprav poliandrije in promiskuitete ni mogoče izključiti.
V ujetništvu so dokumentirali dvorjenje in paritveno predigro. Samec prevzame pobudo z grizenjem plavuti samice, vendar reagira agresivno, če samica ni dojemljiva. Opažena je bila visoka pogostost parjenja v paru; uporabili so tri različne položaje: stik z maternico pod pravim kotom, ležanje z glavo na glavo ali z glavo na rep.

### Razmnoževanje
Razmnoževanje je sezonsko, skotitve pa potekajo med majem in junijem. Obdobje skotitve sovpada s sezono poplav, kar je lahko prednost, saj samice in njihovi potomci ostanejo na poplavljenih območjih dlje kot samci. Ko se nivo vode začne zmanjševati, se gostota virov hrane na poplavljenih območjih poveča zaradi izgube prostora, kar zagotavlja dovolj energije za mladiče, da zadostijo visokim zahtevam, potrebnim za rast. Nosečnost je ocenjena na približno enajst mesecev, porod v ujetništvu pa traja 4 do 5 ur. Ob rojstvu so mladiči dolgi 80 centimetrov, v ujetništvu pa zrastejo 0,21 metra na leto. Dojenje traja približno eno leto. Interval med rojstvi je ocenjen med 15 in 36 meseci, mladi delfini pa naj bi postali neodvisni v dveh do treh letih.
Relativno dolgo trajanje dojenja in starševstva kaže na visoko stopnjo starševske oskrbe. Večino opazovanih parov v njihovem naravnem okolju sestavljata samica in njen mladič. To nakazuje, da dolga obdobja starševske skrbi prispevajo k učenju in razvoju mladih.

### Prehrana
Prehrana orinoške pliskavke je najbolj raznolika med zobatimi kiti. Sestavlja ga vsaj 53 različnih vrst rib, razvrščenih v 19 družin. Velikost plena je med 5 in 80 centimetri, povprečno 20 centimetrov. Najpogosteje zaužite ribe pripadajo družinam Sciaenidae (krakarji), Cichlidae (ciklidi), Characidae (haracini in tetre) in Serrasalmidae (pakusi, piraje in srebrni dolarji). Zobovje mu omogoča dostop do oklepov rečnih želv (kot je Podocnemis sextuberculata) in sladkovodnih rakov (kot je Poppiana argentiniana). Prehrana je pestrejša v deževnem obdobju, ko se ribe razširijo na poplavljena območja izven strug, zato jih je težje uloviti. Prehrana postane bolj selektivna v sušnem obdobju, ko je gostota plena večja.
Običajno so ti delfini aktivni in se hranijo ves dan in noč. Vendar so pretežno krepuskularne. Dnevno zaužijejo približno 5,5 % svoje telesne teže. Včasih izkoristijo motnje, ki jih povzročajo čolni, da ujamejo dezorientiran plen. Včasih se povežejo z daljno sorodnimi tucuxi (Sotalia fluviatilis) in orjaškimi vidrami (Pteronura brasiliensis), da lovijo na usklajen način, tako da hkrati zbirajo in napadajo staleže rib. Očitno je med tema vrstama malo konkurence za hrano, saj ima vsaka raje drugačen plen. Opazili so tudi, da delfini v ujetništvu delijo hrano.

### Eholokacija
Amazonske reke so pogosto zelo motne, zato je orinoška pliskavka pri navigaciji in iskanju plena verjetno veliko bolj odvisna od svojega občutka za eholokacijo kot vida. Vendar lahko eholokacija v plitvih vodah in poplavljenih gozdovih povzroči veliko odmevov, ki jih je treba spremljati. Za vsak povzročen klik se bo množica odmevov verjetno vrnila k živali, ki eholocira, skoraj drug na drugem, kar oteži razlikovanje predmetov. To je morda razlog, zakaj rečni delfin proizvaja manj močne klike v primerjavi z drugimi zobatimi kiti podobne velikosti. S pošiljanjem klikov z nižjo amplitudo bodo samo bližnji predmeti oddajali zaznavne odmeve, zato je treba razvrstiti manj odmevov, vendar je strošek zmanjšan doseg biosonarja. Zobati kiti na splošno ne oddajajo novega eholokacijskega klika, dokler niso prejeti vsi ustrezni odmevi prejšnjega klika, tako da, če se zaznavni odmevi odbijejo samo od bližnjih predmetov, se bodo odmevi hitro vrnili in amazonski delfin je takrat sposoben klikati z visoko stopnjo. To pa tem živalim omogoča visoko stopnjo akustičnega posodabljanja njihove okolice, kar lahko pomaga pri sledenju plenu pri eholociranju v plitvih rekah in poplavljenih gozdovih z veliko skrivališči za plen. Medtem ko plenijo v motni vodi, oddajajo serije klikajočih zvokov, od 30 do 80 na sekundo, ki jih uporabljajo tako, da poslušajo poskakujoč sonar, ki se odbija od njihovega plena.

### Komunikacija
Tako kot drugi delfini tudi rečni delfini za komunikacijo uporabljajo žvižgajoče tone. Oddajanje teh zvokov je povezano s časom, ko se vrnejo na površje pred potopom, kar kaže na povezavo s hrano. Akustična analiza je pokazala, da se vokalizacija po strukturi razlikuje od značilnega žvižganja drugih vrst delfinov.

## Razširjenost in populacija
Orinoške pliskavke so najbolj razširjeni rečni delfini. Prisotni so v šestih državah Južne Amerike: Boliviji, Braziliji, Kolumbiji, Ekvadorju, Peruju in Venezueli, na območju, ki pokriva približno 7 milijonov kvadratnih kilometrov. Meje postavljajo slapovi, kot sta reki Xingu in Tapajós v Braziliji, pa tudi zelo plitva voda. Niz brzic in slapov v reki Madeiri je osamil eno populacijo, priznano kot podvrsta I. g. boliviensis, v južnem delu porečja Amazonke v Boliviji.
Razširjeni so tudi v porečju reke Orinoko, razen reke Caroni in zgornjega toka reke Caura v Venezueli. Edina povezava med Orinokom in Amazonijo je prek kanala Casiquiare. Razporeditev delfinov v rekah in okolici je odvisna od letnega časa; v sušnem obdobju se nahajajo v rečnih strugah, v deževnem obdobju, ko se reke razlijejo, pa se razpršijo na poplavna območja, tako v gozdove kot v ravnice.
Študije za oceno populacije je težko analizirati zaradi razlike v uporabljeni metodologiji. V študiji, ki je bila izvedena v delu Amazonije, imenovanem reka Solimões, v dolžini 1200 kilometrov med mestoma Manaus in Tabatinga, je bilo opaženih skupaj 332 osebkov ± 55 na pregled. Gostota je bila ocenjena na 0,08–0,33 živali na kvadratni kilometer v glavnih kanalih in 0,49 do 0,93 živali na kvadratni kilometer v odcepih. V drugi študiji je bilo na odseku 120 kilometrov na sotočju Kolumbije, Brazilije in Peruja 345 posameznikov z gostoto 4,8 na kvadratni kilometer v pritokih okoli otokov. Ob bregovih so opazili 2,7 in 2,0. Poleg tega je bila šest dni izvedena še ena študija v Amazoniji na višini ustja reke Caqueta. Kot rezultat opravljenih študij je bilo ugotovljeno, da je gostota večja na bregovih, 3,7 na km, proti središču reke pa se zmanjšuje. V študijah, izvedenih v deževnem obdobju, je bila gostota opažena na poplavni ravnici 18 živali na kvadratni kilometer, medtem ko je bila na bregovih rek in jezer od 1,8 do 5,8 osebkov na kvadratni kilometer. Ta opažanja kažejo, da je orinoško pliskavko najdemo v večji gostoti kot katerega koli drugega kita in delfina.

### Habitat in selitev
Amazonski rečni delfin živi v večini vodnih habitatov tega območja, vključno s; porečji, večjimi tokovi rek, kanali, rečnimi pritoki, jezeri ter na koncih brzic in slapov. Skozi vse leto se dogajajo ciklične spremembe vodostajev rek. V sušnem obdobju delfini zasedejo glavne rečne struge, v deževnem obdobju pa se zlahka preselijo v manjše pritoke, v gozd in na poplavna območja.
Zdi se, da imajo samci in samice izbrane habitate, pri čemer se samci vrnejo v glavne rečne kanale, ko so vodostaji še visoki, medtem ko samice in njihovi potomci ostanejo na poplavljenih območjih čim dlje; verjetno zato, ker zmanjša tveganje za agresijo samcev na mladiče in plenilstvo s strani drugih vrst.
V nacionalnem rezervatu Pacaya-Samiria v Peruju se fotoidentifikacija uporablja za prepoznavanje posameznikov na podlagi vzorcev pigmentacije, brazgotin in nepravilnosti v kljunu. Prepoznanih je bilo 72 osebkov, od tega jih je bilo 25 ponovno opazovanih med letoma 1991 in 2000. Intervali med opazovanji so bili od enega dneva do 7,5 leta. Največji obseg gibanja je bil 220 kilometrov, s povprečjem 60,8 kilometrov. Najdaljša razdalja v enem dnevu je bila 120 kilometrov, s povprečjem 14,5 kilometrov.  V prejšnji študiji, izvedeni v središču reke Amazonke, so opazili delfina, ki se je premaknil le nekaj deset kilometrov iz sušne in mokre sezone. Vendar so bile tri od pregledanih 160 živali opazovane več kot 100 kilometrov  od mesta, kjer so bile prvič registrirane. Raziskava iz leta 2011 je pokazala, da bi lahko bila fotoidentifikacija, ki jo izvajajo usposobljeni operativci z uporabo visokokakovostne digitalne opreme, koristno orodje pri spremljanju velikosti populacije, gibanja in socialnih vzorcev.

## Grožnje
Območje Amazonije v Braziliji obsega 5.000.000 km² in vsebuje raznolike temeljne ekosisteme. Eden od teh ekosistemov je poplavna ravnica ali gozd várzea, kjer živi veliko vrst rib, ki so bistven vir za prehrano ljudi. Várzea je tudi velik vir dohodka zaradi prekomernega lokalnega komercializiranega ribolova. Várzea je sestavljena iz blatnih rečnih voda, ki vsebujejo veliko število in raznolikost vrst, bogatih s hranili. Obilje različnih ribjih vrst privabi orinoško pliskavko v várzea območja visokih voda med sezonskimi poplavami.
Poleg tega, da privabljajo plenilce, kot je orinoška pliskavka, so ti visokovodni pojavi idealna lokacija za privabljanje lokalnega ribištva. Človeške ribiške dejavnosti neposredno tekmujejo z delfini za iste vrste rib, tambaki (Colossoma macropomum) in pirapitinga (Piaractus brachypomus), kar ima za posledico nameren ali nenameren ulov delfinov reke Amazonke. Lokalni ribiči prekomerno lovijo in ko pliskavke odstranijo komercialni ulov iz mrež in vrvic, povzročijo škodo na opremi in ulovu ter povzročijo slabo voljo pri lokalnih ribičih. Negativne reakcije lokalnih ribičev pripisujejo tudi prepovedi brazilskega inštituta za okolje in obnovljive naravne vire ubijanja orinoške pliskavke, ki pa ribičem ne povrne škode, povzročene njihovi opremi in ulovu.
Med postopkom ulova komercializiranih rib se pliskavke ujamejo v mreže in se izčrpavajo, dokler ne poginejo, ali pa jih lokalni ribiči namerno ubijejo. Trupla se zavržejo, zaužijejo ali uporabijo kot vaba za privabljanje soma mrhovinarja, piracatinga (Calophysus macropterus). Uporaba trupla kot vabe za piracatingo sega v leto 2000. Naraščajoče povpraševanje po piracatingi je ustvarilo trg za distribucijo trupel amazonskih delfinov, ki se uporabljajo kot vaba v teh regijah.
Od 15 trupel delfinov, najdenih v reki Japurá v raziskavah 2010–2011, je bilo 73 % delfinov ubitih za vabo, odvrženih ali zapuščenih v zapletenih zabodnih mrežah. Podatki ne predstavljajo v celoti dejanskega skupnega števila smrti, naključnih ali namernih, ker je zaradi različnih dejavnikov zelo zapleteno evidentiranje in medicinski pregled vseh trupel. Mrhovinarske vrste se prehranjujejo s trupli, zaradi zapletenosti rečnih tokov pa je skoraj nemogoče najti vse mrtve živali. Še pomembneje je, da lokalni ribiči ne poročajo o teh smrtih zaradi strahu, da bodo zoper njih uvedli pravne ukrepe, saj so delfini reke Amazonke zaščiteni z brazilskim zveznim zakonom, ki prepoveduje kakršen koli ulov, nadlegovanje in ubijanje vrste.
Reko Amazonko ogroža tudi odlaganje živega srebra v njene vode zaradi industrijskega rudarjenja, skupaj z drugimi močnimi kemikalijami. Tako kot krčenje gozdov in kurjenje je živo srebro v vodi reke Amazonke zelo nevarno za favno reke. Leta 2019 je F. Mosquera-Guerra in drugi objavil študijo, ki je pokazala prisotnost živega srebra v delfinih reke Amazonke. Analizirali so mišično tkivo delfinov različnih taksonov amazonskega bazena in odkrili visoke koncentracije živega srebra v reki Tapajos (Brazilija) pri odraslem samcu I. g. geoffrensis (rožnati delfin).
Septembra 2023 je 154 orinoških pliskavk poginilo v brazilskem jezeru Tefé po rekordno visokih temperaturah vode 40 °C in zmanjšani gladini vode med sušo. Medtem ko Inštitut Mamirauá za trajnostni razvoj izvaja študije, da bi ugotovil vzrok smrti, je vodilna hipoteza, da je povišana temperatura povzročila, da so alge v jezeru sproščale toksin, ki napada centralni živčni sistem.

## V mitologiji
V tradicionalni folklori reke Amazonke ponoči amazonski rečni delfin postane čeden mladenič, ki zapeljuje dekleta, jo oplodi, nato pa se zjutraj vrne v reko in spet postane delfin. Podobno ženska postane lepa, dobro oblečena, premožna mlada ženska. Odide v hišo poročenega moškega, ga začara, da bi bil tiho, in ga odpelje v slamnato kočo ter ga obišče vsako leto na isto noč, ko ga je zapeljala. Na 7. noč obiska moškega spremeni v dojenčka – samčka ali samičko, in ga kmalu prenese v maternico lastne žene. Za mitologijo pravijo, da je cikel otroka. Ta delfinov menjalnik se imenuje encantado. Domneva se, da je mit deloma nastal zato, ker so genitalije delfinov podobne človeškim. Drugi verjamejo, da je mit služil (in še vedno služi) kot način skrivanja incestuoznih odnosov, ki so precej pogosti v nekaterih majhnih, izoliranih skupnostih ob reki. Na tem območju pripovedujejo, da je nesreča ubiti delfina. Legenda prav tako pravi, da bo imela oseba vseživljenjske nočne more, če vzpostavi očesni stik z amazonskim delfinom. Po mitu o rožnatem delfinu reke Amazonke pravijo, da to bitje prevzame obliko človeka in zapeljuje moške in ženske v podzemlje Encante. Za to podzemlje pravijo, da je raj, podoben Atlantidi, vendar se od tam še nihče ni vrnil živ. Miti pravijo, da kdor ubije amazonskega delfina, bo imel smolo, huje pa je za tistega, ki ga bo pojedel. Lokalne legende pravijo tudi, da je delfin varuh amazonske morske krave in da se mora, če hočemo najti morsko kravo, z delfinom najprej pomiriti.
S temi legendami je povezana uporaba različnih fetišev, kot so posušena zrkla in genitalije.[58] Te lahko spremlja posredovanje šamana ali pa tudi ne. Nedavna študija je kljub trditvi prodajalca in prepričanju kupcev pokazala, da noben od teh fetišev ne izhaja iz boto. Izvirajo iz Sotalia guianensis (gvajanski delfin), najverjetneje se nabirajo ob obali in delti reke Amazonke, nato pa se z njimi trguje navzgor po reki Amazonki. V mestih v notranjosti, daleč od obale, veliko, če ne večina, fetišev izhaja iz domačih živali, kot so ovce in prašiči.